# Нікомах Гераський
Нікомах з Гераси, Нікомах Гераський (дав.-гр. Νικόμαχος ὁ Γερασένος) (1-а пол. 2 ст. н. е.) — давньогрецький філософ (представник неопіфагореїзму), математик, теоретик музики. Біографічних відомостей про Нікомаха не збереглося. Роки життя Нікомаха визначаються з урахуванням хронології Трасилла (пом. 36 н. е.), якого Нікомах цитує, і Апулея (124—175 н. е.), який перекладав Нікомаха латиною. Гераса, в якій жив Нікомах,— це сучасний Джераш на півночі Йорданії.

## Твори
Повністю збереглися «Вступ до арифметики» (Ἀριθμηθικὴ εἰσαγωγῆ) і «Керівництво з гармоніки» (Ἁρμονικὸν ἐγχειρίδιον). «Теологумени арифметики» (Θεολογούμενα τῆς ἀριθμητικῆς можна перекласти як «Теологічні роздуми про числа») відомі в переказі Фотія і, крім того, за фрагментами, включеними в анонімний твір з такою ж назвою (компіляція, виконана на основі твору Ямвліха з витягами з Нікомаха і Анатолія, вчителя Ямвліха). «Життя Піфагора» Нікомаха згодом використовували в своїх творах на ту ж тему Порфирій і Ямвліх. Зі втрачених творів за назвами відомі «Вступ до геометрії», коментар до «Держави» Платона та «великий твір» з гармоніки. Від останнього твору імовірно збереглися 10 фрагментів (т. зв. «Фрагменти Нікомаха») у пізнішій анонімної обробці, опубліковані Карлом Яном.

## Вчення
За своїми філософськими поглядами Нікомах — прихильник платонівського вчення, сполученого з піфагореїзмом. Нікомах математизує платонівську філософію, з'єднуючи вчення Платона про «вищу ідею блага», викладену в «Державі», зі свого роду «вищою арифметикою», що має справу з божественними числами, які парадигматично задають космічний порядок всього сущого.

## Вступ до арифметики
«Вступ до арифметики» являє собою витриманий в піфагорейсько-платонівському дусі короткий вступ до вивчення «математичних» наук. Традиція такого роду творів сходить, мабуть, до платонівської Давньої Академії. У всякому разі, вже Ксенократу належали твори «Про числа» і «Теорія чисел», які до наших днів не дійшли, і вони цілком могли містити матеріал, схожий з тим, який розглядається у Нікомаха. «Викладення математичних речей, корисних під час читання Платона», написане Теоном Смирнським приблизно в той же час, що й «Арифметика» Нікомаха, містить у своїй арифметичній частині приблизно той самий матеріал і дотримується того ж стилю викладу, що припускає наявність якихось спільних джерел.
У пролозі «Арифметики» (I, 1-6) Нікомах ділить розумодосяжні сутності на (безперервні, цілісні, згуртовані) величини та (дискретні, складові, розташовані «немов в купі») множини, дослідженням яких займаються чотири «математичні науки — арифметика, геометрія, гармоніка (тобто теорія музики) і сферика (тобто астрономія). На відміну від Платона (який посилається на піфагорійців) і «Післязаконня», де єдність математичних наук швидше постулюється, ніж доводиться, Нікомах вперше в історії розробляє і дає епістемологічне і онтологічне доведення такої єдності наук як τέσσαρες μέθοδοι (чотирьох шляхів) пізнання сущого, що і є метою філософії. Як говорить Нікомах, „ці науки суть сходи і мости, які переносять наші уми від сприйманого почуттям і думкою до осяжного думкою і знанням; і від знайомих і звичних нам з дитинства матеріальних і тілесних речей — до незвичних і далеких нашим почуттям, однак їх нематеріальність і вічність споріднені нашим душам і, що ще важливіше, укладеному в них розуму“ (I, 6, 6). Середньовічний квадривіум, таким чином, народився у Нікомаха в специфічному філософському контексті, який не має нічого спільного із звичайною програмою навчальних занять».
Арифметику Нікомах називає найстаршою наукою, бо вона передує іншим наукам у розумі бога-творця як якийсь космічний і зразковий задум, спираючись на який, як на встановлення і початковий зразок, творець всесвіту впорядковує свої матеріальні творіння і приводить їх до належних цілей; а також тому, що за своєю природою вона є першонародженою, бо з її знищенням знищуються інші науки, але сама вона не знищується разом з ними" (I, 4, 2).
Розглянуте в арифметиці «наукове число» (ἐπιστημονικὸς ἀριθμός) оголошується Нікомахом божественною парадигмою космічної гармонії: «Це число лише мислиться, і воно з усякого погляду нематеріальне, але все ж воно є дійсним і вічно сущим, так що у відповідності з ним, згідно з планом творіння, були створені час, рух, небо, зірки і всілякі обертання [небесних тіл]» (I, 6, 1).
Далі Нікомах переходить до розгляду арифметики абсолютних кількостей (I, 7-16), до відання якої належать парні і непарні, прості і складені, надлишкові, недостатні і досконалі числа. Тут описуються решето Ератосфена для отримання простих чисел, а також алгоритм послідовного взаємного віднімання для знаходження найбільшої спільної міри двох чисел і прийом побудови парних досконалих чисел. В арифметиці відносних кількостей (I, 17 — II, 5) вводиться класифікація числових відношень і описується алгоритм розгортання всіх числових відношень з відношення рівності. Потім Нікомах переходить до розгляду фігурних чисел: багатокутних, пірамідальних, плоских і тілесних (II, 6-20). Завершується «Введення» (II, 21-29) обговоренням числових пропорцій.
Виклад арифметичних фактів у «Введенні» позбавлений доведень, замість них наводяться приклади з конкретними числами, що іноді призводить до неправильних тверджень. Так в II, 28 вводиться середнє, протилежне гармонійному, в якому «більший з трьох членів так відноситься до меншого, як різниця між меншими членами відноситься до різниці між більшими». Це поняття Нікомах ілюструє прикладом чисел 6 5 3, а потім пише: «Знай же, що особливість цього середнього полягає в тому, що добуток більшого і середнього членів тут удвічі більший від добутку середнього і меншого членів, адже 6×5 вдвічі більше, ніж 5×3». Однак з {\displaystyle a:c=(b-c):(a-b)} не слідує {\displaystyle ab=2bc}.
Число цікавить Нікомаха як філософа-теоретика як впорядкована основа всього сущого. При цьому єдине виявляється «початком», «корінням», «насінням» і «матір'ю» числової множини, що розгортається з нього за деяким правилом. Перш за все, таким чином розгортається саме число-рахунок як «потік складеної з одиниць кількості». Але так само влаштовані й окремі види чисел.
Вивчення арифметики для Нікомаха має яскраво виражений етичний характер. Описуючи алгоритм розгортання всіх числових відношень з відношення рівності і зворотного зведення всіх нерівностей до рівності, Нікомах завершує цей опис таким висновком: «Розумна частина душі приводить у порядок нерозумну частину, її пориви і бажання, пов'язані з двома видами нерівності, і за допомогою міркувань підводить її до рівності і тотожності. А для нас з цього зрівнювання прямо випливають так звані етичні чесноти, які суть розсудливість, мужність, м'якість, самовладання, витримка і подібні їм якості» (I, 23, 4-5).
В античності «Вступ до арифметики» Нікомаха не раз коментували (збереглися коментарі Ямвліха, Асклепія із Трал, Іоанна Філопона, відомо також про коментарі Сотерика і Герона). Незабаром після смерті Нікомаха «Арифметика» була перекладена латиною Апулеєм (переклад не зберігся). Боецій переклав «Арифметику» ще раз і видав її у своїй редакції (з доповненнями і тлумаченнями). Арифметика Нікомаха послужила джерелом математичних відомостей для Марціана Капели, Кассіодора, Ісидора Севільського і пізніших вчених, на ній базувалося викладання арифметики в квадривіальному циклі середньовічних університетів. Є також переклад нікомахової «Арифметики» арабською мовою, виконаний Сабітом ібн Куррою (2-а пол. IX ст.).

## Теологумени арифметики
В «Теологуменах арифметики» обговорювалося символічне значення чисел першого десятка. Книга I була присвячена першій четвірці чисел, книга II — іншим числам до десяти. Кожне число розглядалася як у відношенні до його індивідуальних математичним властивостям, так і у відношенні до уподібнюваних йому фізичних, етичних та теологічних предметів. Згідно з Нікомахом, «Бог відповідає одиниці, бо він насіннєвим чином починає все суще в природі, як одиниця — в числі»; він потенційно об'єднує речі, які актуально здаються протилежними, вбирає в себе «початок, середину і кінець цілого», подібно до того, як одиниця є «початок, середина і кінець кількості і розміру». Без одиниці неможливе ні існування, ні пізнання: вона «стоїть на чолі всіх речей на зразок чистого світла, сонцеподібного і керівного, так що у всьому цьому вона подібна до Бога» (3.1-14 de Falco). Одиниця, як її тут описує Нікомах, тотожна ідеї блага в VI книзі «Держави» Платона.
Далі, двійка є початок і корінь інакшості, і вона протистоїть одиниці, як матерія — формі і богу. Трійка являє собою основу сумірності, адже відповідність — це середнє між надлишком і нестачею. Четвериця є «все, що є у світі загалом і по частинах». І так аж до десятки, символізує «природну рівновагу, домірність і довершену цілісність».
Завдяки збереженому в «Бібліотеці» Фотія викладу трактату відомо, що у своєму творі Нікомах також зробив спробу зіставити числа першої десятки з пантеоном грецьких богів та богинь, виходячи з розуміння «своєрідного і певної кількості» кожного числа. В результаті кожному з чисел виявилися зіставлені списки не менш ніж 150 божеств, міфологічних персонажів і понять.

## Керівництво з гармоніки

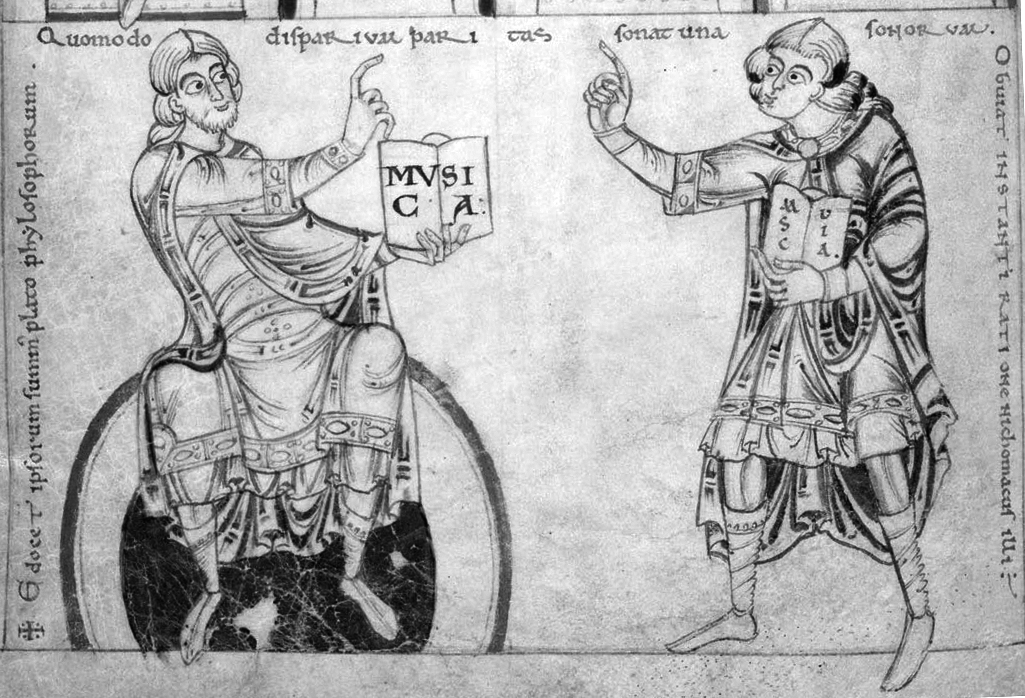
Зображення Нікомаха (праворуч) і Платона у рукопису XII ст. з бібліотеки Кембриджського університету. Платон тримає в руках велику книгу під назвою Musica; однойменна книга у Нікомаха розміром дещо менша. По периметру мініатюри гекзаметрами написано:
Платон, вищий з цих філософів, повчає,
Як рівність нерівного дає Єдине в звуках.
Йому в теорії ревно слідує Нікомах.

«Керівництво з гармоніки» являє собою конспективний трактат про гармоніку, витриманий переважно в піфагорійських традиціях античної музичної науки. На початку його, звертаючись до «найшляхетнішої з дам», Нікомах каже, що пише «на швидку руку», обіцяючи згодом написати «великий твір», побудований «з усією повнотою необхідних для читача умовиводів», із залученням «найбільш прославлених і вартих довіри свідчень давніх мужів». Невідомо, чи коли-небудь було написано «великий твір», чи ухильне посилання Нікомаха — лише прийом у риториці епістолярного жанру. До риторики, ймовірно, належить й обіцянка викласти в майбутньому предмет гармоніки «у точній відповідності з задумом самого Вчителя — не так, як з чуток записали Ератосфен і Трасилл, а як передав його Тімей з Локр, якому слідував Платон» (гл. 11, 6).
Збережений текст не дотримується стандартів гармоніки (нормативного обсягу категорій гармонії і навчального порядку їх викладення), встановлених ще Аристоксеном, з одного боку, і не є послідовно піфагорійським (як, наприклад, «Sectio canonis» Евкліда), з іншого. Беручи до уваги еклектичний метод і «есеїстський» стиль «Гармоніки», західний дослідник (Флора Левіна; див. у списку літератури) передбачає, що Нікомах взагалі не задумував свій короткий твір як підручник гармонії, а скоріше як вільний початковий виклад піфагорійських поглядів на світ. Піфагореїзм автора очевидний хоча б з того, яке значення в теорії музики він надає числу, встановлюючи його як божественну основу космосу і всього сущого в «земному» світі. При цьому ніякої нумерології (в стилі «Теологуменів») у «Гармоніці» не спостерігається. Про те, що Нікомах прямо спирався на піфагорійські книги, свідчить і наведена ним (унікальна) цитата з твору Філолая «Про природу» (гл. 9), з характерною архаїчної музичною термінологією.

У трактаті 12 коротких розділів. Після вступу (гл. 1) Нікомах вводить поняття (гл. 2) злитого і дискретного руху голосу цілком у традиціях Аристоксена. Далі (гл. 3) автор коротко викладає концепцію гармонії сфер, причому, на противагу традиційній прив'язці (наприклад, див. у «Сні Сципіона» Цицерона), нижні (з низьким звучанням) струни ліри (вони ж ступені звукоряду; див. Повна система) він порівнює з найбільш віддаленими від Землі зоряними тілами; крім того, він відхиляється від піфагорійської концепції в імплікації звучання Землі (нерухоме тіло звучати не може). В гл. 4 Нікомах розвиває ідею зв'язку числа і звуку, поширюючи її на музичні інструменти (струнні та духові). Дане в цій главі загальне (фізичне) визначення звуку сходить до Аристотеля («Про душу», 420a) і дуже схоже на визначення Адраста. В гл. 5 після (дивного) твердження про те, що Піфагор є винахідником октахорда, вводяться головні числові відношення, що утворюють кістяк октави. Гл. 6 викладає легенду про винахід основних консонансів Піфагором (стала в Середньовіччі і пізніше загальноприйнятою завдяки Боецію): 
Прогулюючись за божественним натхненням мимо ковальської майстерні, Піфагор почув, як залізні молотки б'ють по ковадлу, утворюючи звуки, цілком узгоджені один з одним, за винятком одного [дисонантного] сполучення [звуків]. У цих звуках він розпізнав консонанси октави, квінти і кварти… і т. д.
В гл. 7 описується інтервальний склад діатонічної октави, причому діатонічний тетрахорд поданий у вигляді унікальної структури, без будь-яких видових інстанцій (наприклад, «відтінків» Аристоксена і його школи; див. Роди мелосу. В гл. 8 (з посиланнями на Платона) викладається теорія середніх, що застосовується стосовно поділу ними октави. Згідно з інтерпретацією Нікомахом знаменитого фрагменту з «Тімея» (Tim. 35a-36d) Платон використовував геометричне, гармонійне та арифметичне середні для обчислення тільки кварто-квінтового кістяка октави (наприклад, e-a-he1-a1-h1-e2); в дійсності в «космічній гамі» Платона міститься повний розрахунок діатонічного звукоряду (в діапазоні чотирьох октав з великою секстою), включно з цілими тонами і (не названою Платоном на ім'я) лімою. Подібно платонівському Нікомах підтягує (у гол. 9) ще одне історичне «доведення» поділу октави, тепер від Філолая. Гл. 10 повертається до теми гл. 4; нині «музичні» відношення чисел уточнюються у зв'язку з конструктивними особливостями конкретних музичних інструментів (сірінги, авлоса, ліроподібних). Глави 11 і 12 описують Повну двооктавну систему (звукоряд) греків, спочатку в діатонічному, а потім і в інших родах мелосу; авторство Повної системи Нікомах приписує Тімею з Локр, попутно критикуючи Трасилла і Ератосфена. При цьому в описах хроматичного і енармонічного поділу канону Нікомах не надає точного математичного розрахунку для характерних інтервалів цих родів — нескладеного трипівтону (у пізнішій термінології «півдитону», потім «малої терції») в хроматиці і дієси в енармоніці, обмежуючись розпливчастими (з точки зору піфагорійця) «музичними» доведеннями. Дане в цій главі (запізніле) визначення музичного звуку («попадання голосу на одну висоту») майже дослівно слідує Аристоксену.

### Твори
- Грецький текст (видання 1866 року)
- Nicomachus. The Enchiridion // Greek Musical Writings. Volume II: Harmonic and Acoustic Theory, edited by Andrew Barker. Cambridge, 1989, pp. 245–269 (англ. коментований переклад).
- Levin F. The manual of harmonics of Nicomachus the Pythagorean. Translation and commentary by Flora R. Levin. Grand Rapids (Michigan), 1994 (англ. коментований переклад і дослідження).
- Никомах Геразский. Введение в арифметику. Пер., вступит. статья и комм. А. И. Щетникова [Архівовано 6 травня 2008 у Wayback Machine.]. Новосибирск: АНТ, 2006.
- Теологумены арифметики. Пер. В. В. Бибихина и А. И. Щетникова. Вступит. статья и комм. А. И. Щетникова [Архівовано 6 травня 2008 у Wayback Machine.]. Новосибирск: АНТ, 2007.
- Никомаха из Герасы, пифагорейца, руководство по гармонике, продиктованное на скорую руку сообразно старине. Сибирский музыкальный альманах 2004. Пер. и комм. Т. Г. Мякина и Л. В. Александровой. Новосибирск, НГК им. М. И. Глинки, 2007, с. 119—150.
- Никомах Геразский. Наставление по гармонике. Пер. и комм. А. И. Щетникова. ΣΧΟΛΗ, 2, 2008, с. 75-89.

### Дослідження
- Щетников А. И. Никомах из Герасы. // Античная философия: энциклопедический словарь. Под ред. М. А. Солоповой. М.: Прогресс-Традиция, 2008. C. 512—515.
- Bower C. M. Boethius and Nicomachus: an essay concerning the sources of the «De institutione musica». Vivarium, 16, 1978, 1-45.
- Dillon J. The Middle Platonists. 2nd ed. L.: Duckworth, 1996.
- Heath T. A History of Greek Mathematics. Clarendon Press, Oxford, 1921. ISBN 0-486-24073-8. Vol. 1. P. 98 и сл.
- Levin F. R. The Harmonics of Nicomachus and the Pythagorean tradition. University Park: American Philological Association, 1975.
- O'Meara D. J. Pythagoras Revived: Mathematics and Philosophy in Late Antiquity. Oxf., 1989.
- Mansfield J. Prolegomena Mathematica: From Apollonius of Perga to Late Neoplatonism. Leiden-Boston: Brill, 1998.
- Robbins F. E. The Tradition of Greek Arithmology. Classical Philology, 16, 1921, 97-123.